# John Ryder
John Ryder (født 19. juli 1988 i Islington, London, England) er en britisk professionel bokser. Han har udfordret to gange om den britiske-mellemvægtstitel i 2013 og 2015 og en gang for den britiske super-mellemvægtstitel i 2017. Han er bedst kendt for at have knockoutet Patrick Nielsen i 5. omgang på undercardet til WBA-verdensmesteren George Groves vs. Jamie Cox som en del verdens-turneringen World Boxing Super Seriespå Wembley Arena i London, den 14. oktober 2017.

## Amatørkarriere
Som amatør kæmpede Ryder for Angel Amateur Boxing Club i Islington og vandt 30 kampe ud af 35 kampe.

## Professionelle karriere
Ryder blev professionel den 10. september 2010 og scorede en første omgangs teknisk knockout mod Ben Deghani. Efter at have vundet sine første femten kampe, mødte Ryder Billy Joe Saunders om den britiske og Commonwealth mellemvægtstitlerne den 21 September 2013, hvor han tabte en tæt enstemmig afgørelse (UD) hvor dommerstemmerne var 115-113, 115-113 og 115-114 til Saunders fordel.
Ryder vandt sit første regionale mesterskab - den ledige WBO Inter-Continental-mellemvægtstitel den 11. oktober 2014, da han stoppede Theophilus Tetteh inden for 5 omgange. Han forsvarede denne titel en gang imod Billi Facundo Godoy med en tiende omgangs KO. Efter Saunders efterlod den britiske mellemvægtstitel blev der holdt en kamp mellem topudfordrene Ryder og Nick Blackwell den 30. maj 2015. Ryder var langt foran på dommerstemmerne, da han blev stoppet på sine fødder af Blackwell i syvende omgang. Ryder kom tilbage den 30. januar 2016 og vandt sit andet regionale mesterskab - den ledige WBA International mellemvægts-titel - med en enstemmig afgørelse over hviderussiske Sergey Khomitsky.
Ryder stod overfor Jack Arnfield den 24. september 2016 og tabte en tæt og kontroversiel enstemmig afgørelse over tolv omgange. Ryder rejste sig i sin næste kamp ved at besejre Adam Etches på en enstemmig afgørelse i en 12-omganges kamp. Den 22. april 2017 rykkede Ryder op i super-mellemvægt mod Rocky Fielding om den britiske titel, men tabte en split decision. På trods af dommerstemmerne på 116-113 og 115-114 til Fielding fordel og 115-114 til Ryder følte mange observatører, at sidstnævnte vandt kampen.
Den 14. oktober, 2017 på Wembley Arena i London udboksede han og knockout-besejrede han Patrick Nielsen i 5. omgang.